# Палиевка (Луганская область)
Палиевка (укр. Паліївка) — село в Лутугинском районе Луганской области Украины. Под контролем самопровозглашённой Луганской Народной Республики.
Входит в Каменский сельский совет.

## География
Село расположено на правом берегу реки под названием Большая Каменка. Ближайшие населённые пункты: Каменка (выше по течению Большой Каменки) и Македоновка на западе, Ребриково (выше по течению Большой Каменки) и Мечетка на юго-западе, Нагорное, Николаевка, Медвежанка на юго-востоке, Боково (ниже по течению Большой Каменки) на востоке, посёлки Верхняя Краснянка, Великий Лог (оба ниже по течению Большой Каменки), сёла Красный Яр, Глубокое на северо-востоке, сёла Карла Либкнехта и Первозвановка на севере, Шёлковая Протока на северо-западе.

## Население
Население по переписи 2001 года составляло 217 человек.

## Общие сведения
Почтовый индекс — 92032. Телефонный код — 6436. Занимает площадь 0,14 км².

## Местный совет
92032, Луганская обл., Лутугинский р-н, с. Каменка, ул. Советская, д. 108; тел. 99-3-21